# Socialistiske Føderale Republik Jugoslavien
 Denne artikel omhandler statsforbundet, der eksisterede i perioden 1945-1992. For et overblik over de forskellige entiteter kendt som Jugoslavien, se Jugoslavien. For den Føderale Republik Jugoslavien, der eksisterede i perioden 1992-2003, se Serbien og Montenegro.
 Der er for få eller ingen kildehenvisninger i denne artikel, hvilket er et problem. Du kan hjælpe ved at angive troværdige kilder til de påstande, som fremføres i artiklen.

Jugoslavien, officielt den Socialistiske Føderale Republik Jugoslavien (SFR Jugoslavien, ofte forkortet med den engelske forkortelse SFRY), var en forbundsstat, der eksisterede fra kort efter anden verdenskrig og frem til 1992, hvor den gik i opløsning i forbindelse med de jugoslaviske krige. Det var en erklæret socialistisk multietnisk forbundsstat, der bestod af seks socialistiske republikker: Slovenien, Kroatien, Bosnien-Hercegovina, Serbien, Montenegro og Makedonien. Herudover omfattede den også to autonome provinser i Serbien: Kosovo og Vojvodina.
Efter oprindeligt at have været en del af Østblokken, skiftede landet retning efter Tito-Stalin-konflikten i 1948, så det  igennem størstedelen af den kolde krig førte en neutral international politik, og blev et af de grundlæggende medlemmer af De alliancefrie landes bevægelse. 
Efter Titos død 4. maj 1980 begyndte økonomien i SFR Jugoslavien at kollapse, hvilket øgede arbejdsløsheden og inflationen. Den økonomiske krise førte i slutningen af 1980'erne og begyndelsen af 1990'erne til stigende etnisk nationalisme og politisk uenighed. Efter Berlinmurens fald og de kommunistiske regimers kollaps i Østeuropa i 1989, mislykkedes bestræbelserne på at gå over til en konføderation; de to rigeste republikker, Kroatien og Slovenien, løsrev sig og opnåede en vis international anerkendelse i 1991. Føderationen blev opløst langs de føderale grænser, en proces der blev fremskyndet af en række krige og væbnede konflikter mellem føderationens etniske befolkningsgrupper, og føderationen gik formelt i opløsning den 27. april 1992. To republikker, Serbien og Montenegro, forblev som en reststat under navnet Forbundsrepublikken Jugoslavien, eller FR Jugoslavien, men denne stat blev ikke internationalt anerkendt som den officielle efterfølgerstat til SFR Jugoslavien.

## Forfatning, stater og folkeslag
Ifølge forfatningen af 1946 var Jugoslavien en føderativ republik, da kongedømmet afskaffedes ved en proklamation den 29. november 1945.
Forfatningen ændredes i 1953, således at statens højeste myndighed, Folkets Forsamling, kom til at bestå af: Forbundsforsamlingen, valgt ved almindelig og hemmelig valgret med en repræsentant for hver 60.000 indb., samt med 70 repræsentanter valgt af forbundsrepublikkerne og de selvstyrende områder, og Producenternes Forsamling, valgt af de "producerende", dvs. organisationer for arbejdere, bønder, handel og transport etc. med en repræsentant for hver 70.000 af arbejderbefolkningen. Ministerstyret erstattedes af et af Folkets Forsamling valgt eksekutivråd, hvis formand var Jugoslaviens præsident. Samtidig fik enkeltstaterne og de lokale råd større magt, medens centralregeringen især beholdt udenrigspolitik og militærvæsenet.
Det tidligere Jugoslavien havde inden opløsningen i 1991 et areal på 256.393 km² og 23.472.000 indbyggere.
Landet bestod af seks republikker, som ifølge grundloven var defineret som stater: Serbien (Srbija) (uden de autonome områder 5.754.000 indbyggere), inklusive 2 autonome områder: Vojvodina (2.013.000 indbyggere) og Kosovo og Metohija (Kosovo i Metohija) til daglig kaldt Kosovo (1.955.000 indbyggere), Kroatien (Hrvatska) (4.760.000 indbyggere), Slovenien (Slovenija) (1.974.000 indbyggere), Bosnien og Hercegovina (Bosna i Hercegovina, i daglig tale BiH) (4.366.000 indbyggere), Makedonien (Makedonija) (2.034.000 indbyggere) og Montenegro (Crna Gora) (616.000 indbyggere).
Som multietnisk stat bestod Jugoslavien af seks officielt anerkendte nationer (etniciteter): montenegrinere (2,6 %), kroater (19,6 %), makedonere (6 %), bosniakker (8,9 %), slovenere (7,8 %) samt serbere (36,3 %). Nationerne har haft deres hovedbefolkning i de tilsvarende republikker, men betegnelserne dækker over etnicitet, ikke statsborgerskab. Bosniakkerne er i denne sammenhæng specielle, idet de i forskellige sammenhænge defineres ud fra hhv deres etniske tilhørsforhold og deres religion (de er muslimer).
Selvom de var regnet som mindretal, var albanerne (2.150.000 indbyggere, dvs. 8 %) mere talrige end tre af de jugoslaviske nationer. Foruden dem var der også ungarere, som med 426.000 indbyggere udgjorde 2 % af den samlede befolkning. Stor forskel i størrelserne (den største nation var 14 gange større end den mindste) bevirkede, at de større nationer havde mere indflydelse på landets politiske liv end de mindre.
Jugoslavien havde formelt set ikke noget officielt sprog, men de facto fungerede serbokroatisk som et sådant. Det var også (som serbisk, kroatisk og bosnisk) officielt sprog i Serbien, Kroatien, Bosnien og Monetenegro, mens makedonsk og slovensk var officielle sprog i hhv Makedonien og Slovenien. Foruden dette havde alle indbyggere af anden etnisk herkomst ret til at tale deres eget sprog: albansk, tyrkisk, ungarsk, rumænsk, roma, tjekkisk, tysk, italiensk og flere andre.
Jugoslavien var også et multireligiøst land: serbere, montenegrinere og makedonere var overvejende ortodokse;  kroaterne, slovenerne, samt det ungarske, slovakiske, tjekkiske og italienske mindretal overvejende katolikker, bosniakkerne og det tyrkiske mindretal (langt) overvejende muslimer. 

## Historie
I oldtiden hørte området (som senere blev til Jugoslavien) til Romerriget og senere til det Byzantinske Rige.
I det 7. århundrede begyndte slavernes indvandring.
I det 12. århundrede dannede serberne en kraftig stat under Nemaniderne med storhedstid under Stefan Dušan (1331-1355).
Efter Østrig-Ungarns nederlag i 1. Verdenskrig opfyldtes de serbiske forhåbninger om en sydslavisk stat, og den 1. december 1918 dannedes kongeriget af serber, kroater og slovenere. Det serbiske kongehus Karadjordjević blev hele Jugoslaviens kongehus med Peter 1. som konge (1918-1921). Ved hans død den 16. august 1921 overtog sønnen Aleksander 1. magten.
Forfatningen af 1921 skabte et centraliseret Jugoslavien, domineret af serberne under Pasić, mens de øvrige befolkningsgrupper opponerede, især føreren af det kroatiske Bondeparti Stefan Radić, som blev skudt den 20. juni 1928 (sammen med to andre delegerede) i den Jugoslaviske Rigsdag af en montenegrinsk deputeret. Radić blev såret og overført til byen Zagreb hvor han døde dagen efter. Dette førte til en sådan uro, at Alexander 1. den 6. juni 1929 indførte diktatur for at undgå borgerkrig. Forfatningen blev sat ud af kraft, parlamentet opløst, der blev indført censur og nationale faner blev forbudt. I 1929 fik Kongeriget af serbere, kroatere og slovenere navnet Kongeriget Jugoslavien. Yderliggående kroatere flygtede til udlandet, hvor de oprettede terrorgrupper.[kilde mangler]
Den 3. september 1931 udsendte Jugoslaviens kong Alexander 1. kundgørelse om diktaturets afløsning af en parlamentarisk regeringsform.
I Mussolinis Italien fandt kroaten Ante Pavelić tilflugtssted og oprettede en terrorgruppe kaldet "Ustaša", hvis mål var at opløse Jugoslavien og oprette et fascistisk Kroatien efter italiensk forbillede (Den 10. april 1941 dannedes en formelt uafhængig aksemagtlydstat under navnet Nezavisna Država Hrvatska med Ante Pavelić som Poglavnik ("Fører"). Pavelić tog kontakt med den makedonske terrororganisation VMRO (Den Indre Makedonske Revolutionære Organisation) (Vnatrešna Makedonska Revolucionarna Organizacija) og udførte fællesaktioner mod landet (fx overfald, likvideringer). Derefter gik de over til kongemord, da kongen var på besøg i Frankrig. Den 9. oktober 1934 kom kong Alexander 1. til Marseille og efter at bilen havde kørt et par hundrede meter på kajen, sprang en mand op på bilens dørtrin og affyrede en skudsalve. Den oprevne folkemængde lynchede morderen på stedet. Kongens sidste ord til sin udenrigsminister siges at have været: "Bevar mig Jugoslavien". Mordet sendte en chokbølge igennem Jugoslavien. Han efterfulgtes af sin 10-årige søn Peter 2., mens Alexanders fætter Prins Paul blev udnævnt til prinsregent. Efter mordet på kong Alexander blev Ante Pavelić af en fransk domstol dømt til døden in absentia.
Den 24. marts 1937 underskrev Italien og Jugoslavien en ikke-angrebs- og handelskontrakt.

### Jugoslavien under anden verdenskrig
I marts 1938 invaderede og annekterede Hitler Østrig, og Tyskland blev dermed Jugoslaviens nabo. De efterfølgende år arbejdede Hitler hårdt på at øge den tyske indflydelse i det ellers engelsk- og fransk-venlige Jugoslavien, og handelssamkvemmet blev øget dramatisk. Mod syd besatte det fascistiske Italien Albanien i 1939, og Jugoslavien så sig mere og mere indkredset. I syd havde Bulgarien en alliance med Tyskland og gamle krav på nu jugoslavisk territorium i Makedonien.
Samtidig gærede det i den kroatiske del af befolkningen, hvor fascismens succes næsten overalt i Europa gjorde, at Ante Pavelićs fascistiske parti Ustaše havde medgang. Jugoslavien blev således udsat for en bølge af bombe-terror, som mindre rabiate, kroatiske nationalister udnyttede til at afpresse Jugoslaviens centralregering. I januar 1939 truede Bondepartiet med at løsrive sig og starte en borgerkrig, hvis ikke Prins Paul gik med til, at Kroatien fik selvstyre. Den 26. oktober 1939 blev der skrevet en serbisk/kroatisk overenskomst, hvor de kroatiske provinser blev lagt sammen og voldsomt udvidet, mens for eksempel serbernes provinser stadig var håbløst splittet op.
Tysklands invasion af og sejr over Frankrig i 1940 førte til, at Rumænien også indgik en alliance med Hitler, og da Italien invaderede Grækenland sent i 1940, var Jugoslavien helt omringet. Tidligt i 1941 blev Jugoslavien sat over for krav om at indgå i en alliance med Hitler.
Den 25. marts 1941 gav prins Paul efter, og på slottet Belvedere i Wien underskrev statsministeren Cvetković tilslutningen til aksemagterne (alliancen mellem Tyskland-Italien-Japan). Denne tilslutning blev set om en national vanære af serberne i Jugoslavien, hvor det førte til statskup den 27. marts 1941. Da delegationen vendte hjem, var kongen væltet af luftvåbnets serbiske chef, general Simović. Regeringen blev afsat, og prinsregent Paul flygtede i eksil til Grækenland, hvorefter den 17-årige Peter blev udråbt til konge og overtog regeringen. Hitler gav derefter ordre til, at Jugoslavien skulle knuses politisk og militært.
Den 6. april 1941 blev Beograd bombet uden krigserklæring, og tyske tropper rykkede ind i Jugoslavien. Italien og Bulgarien rykkede også ind i Jugoslavien for at få deres bid af kagen. Overalt deserterede de kroatiske soldater i Jugoslaviens hær til de fascistiske invasionshære, og tyske tropper blev hyldet som befriere, da de marcherede ind i den kroatiske by Zagreb. Omtrent samtidig blev den nazistiske, kroatiske lydstat NDH erklæret af Ante Pavelić. Kongen måtte flygte, og 11 dage efter hans flugt blev kapitulationen underskrevet og kongeriget opløst.
Efter 2. Verdenskrig, da kommunisterne under Josip Broz "Tito" (kendt som Marskal Tito eller bare Tito) havde nedkæmpet alle ikke-kommunistiske modstandsstyrker og indført et kommunistisk diktatur, gav et valg en national fællesliste 90 % af stemmerne, hvorefter kongedømmet afskaffedes trods Peters protest. Tito blev valgt til landets præsident, og de følgende år blev de sidste ikke-kommunistiske partisaner elimineret. Slovenske frihedskæmpere holdt ud til 1946, og de sidste serbiske frihedskæmpere blev nedkæmpet i 1950. De kroatiske fascister forsøgte også et come-back indtil 1948, men var blevet infiltreret af kommunistiske agenter og blev arresteret af det kommunistiske sikkerhedspoliti.
Under sin eksistens var Jugoslavien altid en torn i øjet på Sovjetunionen på grund af dets geografiske beliggenhed, der spærrede for sovjetisk adgang til Middelhavet. Sovjetiske forsøg på at bruge stalinister i det jugoslaviske kommunistparti slog fejl i 1948, og Tito besluttede at føre en neutral politik mellem de to store magtblokke i den kolde krig. Anmodninger fra både Sovjetunionen (i 1948) og USA (i 1949) om at måtte oprette militærbaser i Jugoslavien blev afvist.
Jugoslavien, der alle dage havde været bygget på en politik, der gik ud på at knække folkenes selvbestemmelsesret, måtte imidlertid på et tidspunkt give efter for det folkelige pres nedefra. Chancen for de undertrykte nationaliteter kom efter Titos død, da det kommunistiske diktatur blev liberaliseret, så de folkelige krav om mere selvstyre ikke længere kunne ties ihjel. Den serbiske patriotisme var den første, der brød igennem, og via det gamle diktaturs nu demokratiserede strukturer lykkedes det serberne under Slobodan Milošević at dominere Jugoslavien. Dette førte til fremkomsten af lignende bevægelser i især Slovenien og Kroatien. Slovenien fik lov til at erklære sig selvstændigt med et minimum af væbnet modstand, men da Kroatien forsøgte det samme, da det krævede at få store områder med serbisk flertal med sig, satte serberne hælene i, og den jugoslaviske borgerkrig startede.

## Mellem stormagterne
I dannelsen, vedligeholdelsen, eksistensen og splittelsen af Jugoslavien medvirkede også stormagterne, endda mere end landets egen befolkning. Sejrmagterne i 1. Verdenskrig (Storbritannien, Frankrig, USA og Italien) støttede i 1918 dannelsen af Jugoslavien ved, at den slaviske befolkning blev forenet efter Østrig-Ungarns nederlag, dvs. forening af kroatere, slovenere og serbere (forening af Kroatien, Slovenien, Bosnien og Hercegovina og Vojvodina), og stormagterne ønskede dermed to ting: at der med den nye stat dannedes en kraftig forhindring for en mulig ny, tysk imperialisme (deres "Drang nach Osten") samt en hindring mod udbredelse af bolsjevismen fra Sovjetunionen.
Jugoslavien, et instrument for stormagterne mellem de to krige, blev opsplittet af Aksemagterne (Hitlers Tyskland og Mussolinis Italien) i 1941, som på en anden tragisk måde bekræftede, at landets skæbne ikke var i folkets egne hænder. Sejrsmagterne i 2. Verdenskrig (Storbritannien, USA og Sovjetunionen) støttede genopbygningen af Jugoslavien, fordi deres mål var at gendanne alle de lande, Hitler havde ødelagt.
Efter slutningen af 2. Verdenskrig var Titos socialistiske Jugoslavien fra 1945 til 1948 den mest trofaste, mest eksemplariske og den bedste allierede for Sovjetunionen.[kilde mangler] Efter uenigheden mellem Tito og Stalin i 1948 blev Jugoslavien udelukket fra Kominform, og blev senere medlem af de alliancefrie landes bevægelse, men var alligevel en del af den kolde krig. Med dannelsen af NATO-pagten i 1949 og dannelsen af Warszawapagten i 1955, tolererede begge disse pagter Jugoslaviens blokfrie position frem til opløsningen af Sovjetunionen og opløsningen af Warszawapagten.

## Et sammensat land med omskiftelige forhold
Jugoslavien var sammensat af forskellige nationer, sprog, kulturer og religioner. Foruden dette havde det fra fortiden arvet elementer fra fire forskellige kulturepoker: den byzantinske, mediterrianske, centraleuropæiske og den islamiske, som alle har efterladt aftryk i fælleslivet hos den sydslaviske befolkning. Forskellen i moderniseringen og i levemåden i Jugoslavien var større end mellem det mest og mindst udviklede land i Europa. Fx var den nationale indtægt i Slovenien syv gange større end i Kosovo. Mens den jugoslaviske befolkning i gennemsnit stagnerede så  øgedes befolkningen i Kosovo, hvilket bevirkede, at den albanske minoritet i Kosovo (omkring 500.000 i 1964) efterhånden blev til en majoritet i området. I Europa, og måske i hele verden, fandtes ikke et sådant lille område med så stor en forskel mellem indbyggerne som i SFR Jugoslavien. Inden Jugoslavien blev dannet i 1918, havde området ikke været under fællesstyre siden den østromerske kejser Justinian for 1300 år siden – dvs. før nogen af de slaviske folkeslag (slovenere, kroater, serbere, makedonere) indvandrede.
Nedenfor følger data for de seneste fire folketællinger i SFR Jugoslavien  (1961, 1971, 1981, and 1991). Etniske grupper, der blev anset for at være konstituerende (eksplicit nævnt i forfatningen, og ikke betragtet som minoriteter eller indvandrere), vises med fed tekst.
| Nationalitet       | 1961       | %       | 1971       | %      | 1981       | %       | 1991       | %      |
| ------------------ | ---------- | ------- | ---------- | ------ | ---------- | ------- | ---------- | ------ |
| Serbere            | 7,806,152  | 42.1%   | 8,143,246  | 39.7%  | 8,140,507  | 36.3%   | 8,526,872  | 36.2%  |
| Kroater            | 4,293,809  | 23.2%   | 4,526,782  | 22.1%  | 4,428,043  | 19.7%   | 4,636,700  | 19.7%  |
| Bosniakker         | 972,960    | 5.3%    | 1,729,932  | 8.4%   | 1,999,890  | 8.9%    | 2,353,002  | 10.0%  |
| Albanere           | 914,733    | 4.9%    | 1,309,523  | 6.4%   | 1,730,878  | 7.7%    | 2,178,393  | 9.3%   |
| Slovenere          | 1,589,211  | 8.6%    | 1,678,032  | 8.2%   | 1,753,571  | 7.8%    | 1,760,460  | 7.5%   |
| Makedonere         | 1,045,516  | 5.7%    | 1,194,784  | 5.8%   | 1,341,598  | 6.0%    | 1,372,272  | 5.8%   |
| Jugoslaver         | 317,124    | 1.7%    | 273,077    | 1.3%   | 1,209,024  | 5.4%    | 710,394    | 3.0%   |
| Montenegrinere     | 513,832    | 2.8%    | 508,843    | 2.5%   | 579,043    | 2.6%    | 539,262    | 2.3%   |
| Ungarere           | 504,369    | 2.7%    | 477,374    | 2.3%   | 426,867    | 1.9%    | 378,997    | 1.6%   |
| Romaer             |            |         | 78,485     | 0.4%   | 148,604    | 0.7%    | n/a        | n/a    |
| Tyrkere            |            |         | 127,920    | 0.6%   | 101,328    | 0.5%    | n/a        | n/a    |
| Slovakker          |            |         | 83,656     | 0.4%   | 80,300     | 0.4%    | n/a        | n/a    |
| Rumænere           |            |         | 58,570     | 0.3%   | 54,721     | 0.2%    | n/a        | n/a    |
| Bulgarere          |            |         | 58,627     | 0.3%   | 36,642     | 0.2%    | n/a        | n/a    |
| Valaker            |            |         | 21,990     | 0.1%   | 32,071     | 0.1%    | n/a        | n/a    |
| Rutenere           |            |         | 24,640     | 0.1%   | 23,320     | 0.1%    | n/a        | n/a    |
| Tjekker            |            |         | 24,620     | 0.1%   | 19,609     | 0.1%    | n/a        | n/a    |
| Italienere         |            |         | 21,791     | 0.1%   | 15,116     | 0.1%    | n/a        | n/a    |
| Ukrainere          |            |         | 13,972     | 0.1%   | 12,716     | 0.1%    | n/a        | n/a    |
| Tyskere            |            |         | 12,875     | 0.1%   | ?          | ?       | n/a        | n/a    |
| Russere            |            |         | 7,427      |        | ?          | ?       | n/a        | n/a    |
| Jøder              |            |         | 4,811      |        | ?          | ?       | n/a        | n/a    |
| Polakker           |            |         | 4,033      |        | ?          | ?       | n/a        | n/a    |
| Grækere            |            |         | 1,564      |        | ?          | ?       | n/a        | n/a    |
| andre/ikke opgivet | 591,585    | 3.2%    | 136,398    | 0.6%   | 302,254    | 1.5%    | n/a        | n/a    |
| I alt              | 18,549,291 | 100.00% | 20,522,972 | 100.0% | 22,438,331 | 100.00% | 23,528,230 | 100.0% |

## SFR Jugoslavien i dag
SFR Jugoslavien er i dag opdelt i følgende selvstændige nationer:
- Bosnien-Hercegovina
- Kroatien
- Makedonien
- Montenegro
- Serbien
- Slovenien
- Kosovo. Kosovo er dog ikke anerkendt af FN;[11] Pr. januar 2023 har 117 ud af 193 lande, heraf 22 EU-lande[12] inklusive Danmark[13], anerkendt Kosovo som en selvstændig stat.